# Caonze
Caonze é um bairro nobre do município brasileiro de Nova Iguaçu. O bairro é popularmente conhecido pela forma homófona K-11.

## Geografia
É um bairro predominantemente residencial, com uma taxa de endereços residenciais da ordem de 93,35%.

### Delimitação
005 – CAONZE - Começa no encontro do prolongamento da Rua Lopes Trovão com o Ramal Ferroviário de Passageiros da Flumitrens. O limite segue pelo eixo deste ramal até a Divisa municipal com o Município de Mesquita – Lei n.º 3253, de 25 de setembro de 1999, segue por esta divisa até a Cota Altimétrica de 100(cem) metros, segue por esta cota altimétrica até o prolongamento da Rua Lopes Trovão, segue por esta e por seu prolongamento (excluída) até o ponto inicial desta descrição.

## História
Há relatos, muitos provenientes da tradição oral, acerca da existência de um antigo quilombo na região onde atualmente localiza-se o Caonze. Há também a existência da "Pedra do Quilombo", acidente geográfico localizado no bairro. O nome Quanza aparece formalmente pela primeira vez no testamento de Luiz Manoel da Cunha em 1799, uma possíivel referência ao rio Cuanza de Angola.[carece de fontes?] O local era situado próximo à Maxambomba, que posteriormente seria chamada Nova Iguaçu.
Em 1940, foi fundado o Lar de Jesus no bairro, pelo Professor Leopoldo, proprietário do tradicional Colégio Leopoldo, situado no Centro.